# Londoni-medence
A Londoni-medence nagytáj Angliában. Az Angol-lépcsővidék központi, legfiatalabb része. Fő folyója a Temze, a medence közepén a folyó két partján alakult ki London.

## Fekvése
A Londoni-medence Anglia délkeleti részén fekszik. Az Angol-lépcsővidék kréta lépcsőjéhez tartozó dombvonulatok veszik körbe. Északról a Chiltern Hills, nyugatról a Salisbury-fennsík, délről a Weald és a North Downs dombságai határolják. Kelet felé kiszélesedik, A Temze-öbölnél határos az Északi-tengerrel.

## Kialakulása
A terület a Brit-szigetek legfiatalabbjai közé tartozik. Az újidő harmadidőszakában még tengeröböl volt. Lassú feltöltődésének köszönhetően ma harmad- és negyedidőszaki (főként az eocénból származó) üledékek építik fel. Északi részére az újidő negyedidőszakában, a jégkorban benyomuló jégtakaró gleccserei morénát raktak le. A medence azonban - déli fekvése miatt - még a legnagyobb eljegesedések alkalmával is jégmentes maradt, így a jégkörnyéki (periglaciális) felszínformálás alakította ki mai formáit. Déli részén az eocénban keletkezett réteglépcső a negyedidőszakban jelentősen lepusztult, kb. 14 km-nyi hátrálásával növelte a medence területét.

## Éghajlata
A Londoni-medence éghajlata óceáni, ám délkeleti fekvése miatt a Brit-szigetek más területeihez képest jelentős eltéréseket mutat. Itt a legnagyobb a szigetcsoporton az évi közepes hőingadozás (13-14 °C), míg a csapadék mennyisége 600 mm alatt marad. De ez Anglia legnaposabb területe is: évente kb. 1400 órát süt itt a nap. Az óceán közelsége miatt a tél enyhe a nyár hűvös, az Észak-atlanti-áramlás hatására a középhőmérsékletek egész évben meghaladják az ilyen földrajzi szélességen (é. sz. 51 °) szokásos értékeket. Ritka a havazás (<5 nap/év), gyakori viszont a borultság és a köd, mely a városok ipari szennyezésével szmogot alkothat.

## Vízrajza
A Londoni-medence fő folyója a Temze. A medencét körülvevő réteglépcsőt nyugaton szűk szorossal töri át, majd teraszokat építve, egyre jobban kiszélesedve halad kelet felé. Az Északi-tengert széles tölcsértorkolattal éri el. A folyót kísérő ármentes magaslatok, valamint a tölcsértorkolat szélessége miatt a folyó messze felhatoló dagály jelentős szerepet játszottak London kialakulásában.